# Annales islandaises
Les annales islandaises sont une série de textes qui décrivent des listes chronologiques d'événements des XIIIe et XIVe siècles en Islande et aux alentours.

## XIVesiècle
Cinq annales islandaises manuscrites du XIVe siècle,.
- Annales vetustissimi (ca. 1310)
- Annales regii (Konungsannáll) ou Þingeyraannáll (ca. 1300–1328)
- Skálholts annáll (ca. 1362) et Skálholtfragmentet (ca. 1360–1380)
- Lögmanns annáll (1362–1390)
- Flateyjarbókar (ca. 1387–1395)

## XVIeetXVIIesiècles
Les universitaires utilisent également des annales des XVIe et XVIIe siècles :
- Nýi annáll (ca. 1575–1600)
- Gottskálks annáll (ca. 1550–1660)
- Høyersannall ou Henrik Høyers Annaler (ca. 1600–1625)
- Annales reseniani (ca. 1700)
- Oddverjaannáll (ca. 1540–1591)

Ces annales se copient parfois les unes des autres ou d'une source plus ancienne, et ne sont pas indépendantes les unes des autres. 